# Мелитополь
Мелито́поль (укр. Мелітополь, от греч. Μελιτοπόλη — «медовый город») — город и община на юге Запорожской области Украины, административный центр Мелитопольского района. С 25 февраля 2022 года находится под российской оккупацией.
Центр Мелитопольской агломерации.
Прежние названия: Киз-Яр (Кыз-Ярл или Кызыл-Яр) до 1816 года, Новоалександровка до 1842 года.
Расположен в Причерноморской низменности, на стыке с Приазовской возвышенностью, на реке Молочной, в 5 км от Молочного лимана, Азовского моря, в 125 км от областного центра Запорожье.
Здесь расположена железнодорожная станция Мелитополь. В 10 км от города находится природный памятник «Каменная Могила».

## Физико-географические характеристики

### Климат
Климат в Мелитополе и Мелитопольском районе тёплый умеренно-континентальный с жарким, солнечным, засушливым и продолжительным летом, частой повторяемостью засух и суховеев, относительно прохладной, малоснежной, дождливой и короткой зимой, наблюдаются порывистые ветры и песчано-пыльные бури (степь-полупустыня). Начало зимы (переход среднесуточной температуры воздуха через 0°С) приходит, как правило, в последней неделе декабря или первой половине января (чаще всего в первую неделю января). Среднегодовая температура воздуха равна +11°С. Средняя температура воздуха самого холодного месяца (январь) −2°С (в декабре +3°С; феврале +1°С), самого тёплого — (июль) +24°С (в мае +18°С; в июне +20°С; в августе +23°С; в сентябре +19°С), при этом периодически в некоторые годы среднемесячные температурные показатели июля и августа могут быть существенно выше обычных показателей, а продолжительность очень знойного периода дневных температур (+ 38°С в тени и выше) может продолжаться до первых чисел сентября. В Мелитополе в среднем наблюдается около 2550 солнечных часов в году, больше всего солнечных дней в июле, августе и сентябре (обычно в этом периоде не бывает пасмурных дней, за редкими исключениями кратковременных ливней, а то и их полное отсутствие), а пасмурных дней больше всего в декабре и январе. Минимальная температура аномальной зимы, иногда доходит до −26°С (одна зима из семи-восьми зим — относительно снежная, как для юга, но покрова кратковременные; одна зима из десяти-пятнадцати — морозная, с предельно-минимальными значениями температуры от −15°С до −26°С (январь 2006 г. −25,5°С), но суммарная продолжительность этих аномальных морозов никогда не превышала декады за весь период текущей аномальной зимы, при этом периодически в декабре и после первой декады февраля, дневные температуры контрастно могут повышаться до +20°С, иногда и более (февраль 1995 г.+ 24,2°С; декабрь 2007 г. + 23,4°С)), а максимальная летом до +45°С в тени (+45,3°С — август 2007 г.). Пик максимальных температур летом обычно припадает на июль и август, за исключением последней недели августа, а пик минимальных температур припадает на вторую половину января. Среднее годовое количество осадков 390 - 420 мм. Продолжительность безморозного периода составляет 190 — 210 дней, а зачастую значительно больше. Один раз в десять — пятнадцать лет наблюдается аномальная засуха. Началом весны считается устойчивый переход среднесуточной температуры воздуха через 0°С. В Мелитополе это происходит в последнюю неделю января или в первой декаде марта (чаще всего во второй неделе февраля). Весной и зимой наблюдаются кроме восточных, юго — восточные и южные ветры, которые обильно насыщают город влажным морским воздухом, а при слабом ветре бывает и плотными морскими туманами. Цветение садовых культур (абрикос) начинается в последней декаде марта — первой неделе апреля (чаще всего последние числа марта). Один раз в десять — пятнадцать лет наблюдается весной климатическая аномалия, в виде лёгких заморозков в первой половине мая, при этом дневные температуры могут быть и высокими (чаще всего последние заморозки заканчиваются во второй декаде марта). Летний период (среднесуточная температура воздуха +15°С и выше) начинается обычно в последней неделе апреля — первые дни мая, но изредка и во вторую неделю мая и продолжается от 140 до 160 дней, иногда и более, до середины октября. Осадки выпадают в форме кратковременных ливневых дождей. Примерно одно лето из двух-трёх очень знойное и засушливое, сопровождаемое суховеями. Осень — время года, когда среднесуточная температура воздуха становится ниже +15°С. Это происходит обычно в последнюю неделю сентября или во вторую неделю октября. В начале октября — последней неделе ноября наблюдаются первые заморозки (чаще всего первые заморозки наступают во второй декаде ноября). Осадки выпадают в виде дождя, но изредка и в виде небольшого снега (обычно этот дождливый период выпадает на вторую половину ноября и декабрь и, как правило, так проходит зима до середины февраля или марта, проявляя себя лишь короткими зимними эпизодами, обычно в январе или феврале). Преобладают восточные и северо-восточные ветры. Характерны продолжительные возвраты тепла с ясной и тихой летней погодой (бабье лето, выпадает на октябрь-ноябрь).

### Рельеф
Территория города и района расположена в основном в границах Причерноморской низменности, на стыке с Приазовской возвышенностью, на юго — востоке полуострова Северная Таврия. Её поверхность представляет собой слаборасчлененную плоскую низменную равнину, понижающуюся с севера на юг, где она крутым (высотой до 20—30 м) уступом обрывается к Азовскому морю.
На северо-востоке в пределы края заходят отроги Приазовской возвышенности с отметками абсолютных высот от 150 до 300 и более метров над уровнем моря (гора Бельмак — Могила 325 м). Самой крупной гидрографической системой является река Молочная (длина 197 километров, площадь бассейна 3450 км²), впадающая в Молочный лиман (площадь 168—180 км²) Азовского моря. Основные притоки Молочной: Чингул (правый), Курошаны (Крульман), Юшанлы, Арабка (левые).
На западе в Молочный лиман впадает р. Тащенак. Долина Молочной имеет трапециевидную форму, ширина которой в среднем течении реки колеблется от 2 до 5 километров, а в районе Молочного лимана достигает 9 и более километров. Склоны долины асимметричны. Правый — крутой, высокий (до 60 метров над урезом воды), левый — пологий, террасированный. По заключению академика К. М. Бэра, это результат влияния суточного вращения Земли на движение частиц воды в русле.
На левобережье (в рельефе) выражены три надпойменные террасы. Первая высотой от 3—4 до 10—12 метров. Высота второй террасы колеблется от 8 до 12 метров, ширина от 100 метров до 1,5—2 километров. Третья терраса сплошной полосой тянется по левому берегу долины, достигая ширины 3 и более километров.

## История

### До вхождения в состав Российской империи
В мелитопольских степях, сменяя друг друга, жили разные кочевые народы: скифы (с VII века до н. э.), гунны (с IV века н. э.), авары (с VI века), хазары (с VIII века), печенеги (с X века), половцы (с XI века), татары (с XIII века). Многочисленные артефакты скифского периода были обнаружены в Мелитопольском кургане. Петроглифы разных исторических эпох (от XXIV—XXII веков до н. э. до X—XII веков н. э.) сохранились на глыбах песчаника в Каменной могиле.
В конце XVI — начале XIX веков на месте нынешнего Мелитополя существовал ногайский аул Киз-Яр (теперь его название сохранилось в названии исторического северо-восточного района города — Кизияра), политически находившийся до завоевания территории Россией в Крымском ханстве, в тот период зависимом от Османской империи.

### В составе Российской империи
В 1783 году территория, вместе с полуостровом Крым, вошла в состав Российской империи. 2 февраля 1784 года был создан Мелитопольский уезд, центром которого должен был стать город Мелитополь. Название города было образовано от греч. μέλι «мёд» (родительный падеж — μέλιτος) и πόλις «полис, город»), и теперь «медовый город» часто используется как неофициальное прозвище Мелитополя. Однако из-за слабой заселённости края город так и не был основан. Долгое время уезд вовсе не имел столицы, затем в 1796—1797 годах столицей был Токмак, а с 1801 года — Орехов.
В 1814 году на месте аула была основана слобода Новоалександровка. О том, какой год считать датой основания Мелитополя, единого мнения нет, и называются разные годы в диапазоне между 1784 и 1814 годами.

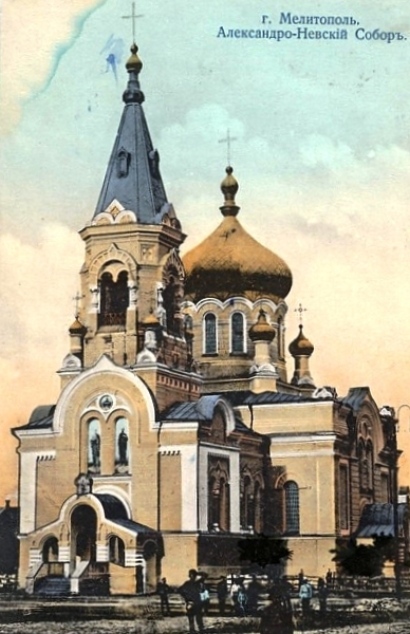
Александро-Невский собор в начале XX века. В 1930-х годах собор был разрушен большевиками

В 1842 году Новоалександровка была переведена в разряд городов, назначена центром Мелитопольского уезда и переименована в Мелитополь. Город стал быстро расти, во многом благодаря своему расположению на перекрёстке транспортных путей. Укреплению роли Мелитополя как торгового центра региона особенно способствовала прокладка в 1874 году железной дороги, что направило через Мелитополь транспортные потоки зерна, муки и прочих грузов, поставляемых на экспорт через порты Крыма.
С конца XIX века в Мелитополе стала быстро развиваться промышленность. Наряду с кустарными мастерскими возникли такие крупные по тем временам предприятия, как завод братьев Классен по производству сельскохозяйственного оборудования, завод Зафермана по производству нефтяных двигателей, железнодорожное депо. В 1889 году в Мелитополе уже работали 14 фабрик и заводов. В 1895 году вступила в строй первая электростанция.

### Гражданская война и советский период
После 1917 года власть в Мелитополе многократно менялась: город был под контролем последовательно
сторонников Временного правительства, Центральной рады, большевиков, гетманата Скоропадского (австро-немецкая оккупация), Вооружённых сил Юга России, армии Врангеля, махновцев, и только к утру 31 октября 1920 года Красная армия совместно с вооружёнными отрядами анархистов Нестора Махно окончательно завладела Мелитополем и подошла к полуострову Крым, куда из города отступила Белая армия Врангеля. В здании железнодорожного вокзала Мелитополь разместил свой штаб командующий южным фронтом Красной армии Михаил Васильевич Фрунзе, который проводил заключительный этап операции по разгрому армии Врангеля.
До 31 декабря 1922 года город Мелитополь находился в составе Таврической губернии РСФСР, а затем с 1 января 1923 года был передан в состав Екатеринославской губернии, позже — в состав вновь образованной Запорожской области УССР. В 1920-е — 1930-е годы продолжилось развитие Мелитополя как промышленного и культурного центра региона: строились новые предприятия, создавались учебные заведения, быстро росло население города. В эти же годы Мелитополь сильно пострадал от голода 1921—1922 годов, голода 1932—1933 годов и сталинских репрессий.
6 октября 1941 года Мелитополь был взят немецкими войсками. Мелитополь был назначен центром генерального округа Крым-Таврия, одного из 6 округов Рейхскомиссариата Украина. В Мелитополе были проведены массовые расстрелы еврейского населения, в городе и окрестностях было создано несколько небольших концентрационных лагерей.
В условиях оккупации в городе действовала подпольная организация под руководством А. И. Василенко.
К началу осени 1943 года немцы, желая остановить наступление советских войск, используя преимущества географии и рельефа местности (Приазовская возвышенность), в течение полугода высокими темпами возвели на высоком, правом берегу Молочной реки оборонительную линию Вотан. Гитлер смело заявил о том, что Мелитополь — это железный замок Крыма, а его ключи находятся в Берлине. Солдатам вермахта, обороняющим Мелитополь, был назначен тройной паёк, в Берлине начали выпускать медали «За оборону Мелитополя». В ночь с 25 на 26 сентября советские войска под командованием генерал-лейтенанта Ф. И. Толбухина начали наступление огромной группировкой войск Южного фронта на линию обороны, началась Мелитопольская операция. Для взятия Мелитопольских высот была поднята в воздух 8-я воздушная армия (свыше 1100 самолётов), свыше 5600 орудий артиллерии, около 800 танков и САУ, до 600 тысяч (с учётом 8 штрафбатов «чернопиджачников») живой силы, а немецкое командование подняло в воздух около 700 самолётов, в укрепрайонах находилось около 1500 орудий артиллерии, около 300 танков и САУ и свыше 210 тысяч живой силы. Велись тяжёлые, кровопролитные бои. В ночь на 10 октября 1943 года удалось осуществить прорыв линии немецкой обороны у южной окраины города, 18 октября 1943 года советские войска вышли к центру города, и только к вечеру 23 октября им удалось полностью овладеть Мелитополем и с ходу выйти к полуострову Крым, тем самым отрезав сухопутный коридор. Они заперли в Крыму крупную немецкую группировку войск и с дальнейшим выходом к Черноморскому устью реки Днепр (Днепровскому лиману) освободили весь полуостров Северная Таврия. Советским войскам освобождение города Мелитополь далось очень тяжело: как минимум каждый третий из наступающих не вернулся в строй, санитарные потери (ранения средние и тяжёлые) составили свыше 155 тысяч человек, а безвозвратные потери — около 45 тысяч (также в полном составе полегло семь штрафбатов, которые были вне статистики), суммарные потери составили около 200 тысяч человек, в то время как немецкие потери убитыми — всего 4077 фашистов, а санитарные — около 16 тысяч (что более, чем в 10 раз меньше, чем потери Советской Армии!). 18 из 69 наиболее отличившихся при освобождении Мелитополя воинских формирований было присвоено почётное наименование Мелитопольские (в городе имеется улица Мелитопольских дивизий), 87 бойцов и командиров за освобождение Мелитополя получили звание Героя Советского Союза, из них 12 воинов — уроженцы Мелитополя. Освобождение Мелитополя и Новороссийска с Таманским полуостровом стали ключевыми операциями, послужившими быстрому и весьма успешному освобождению Крыма с минимальными потерями.

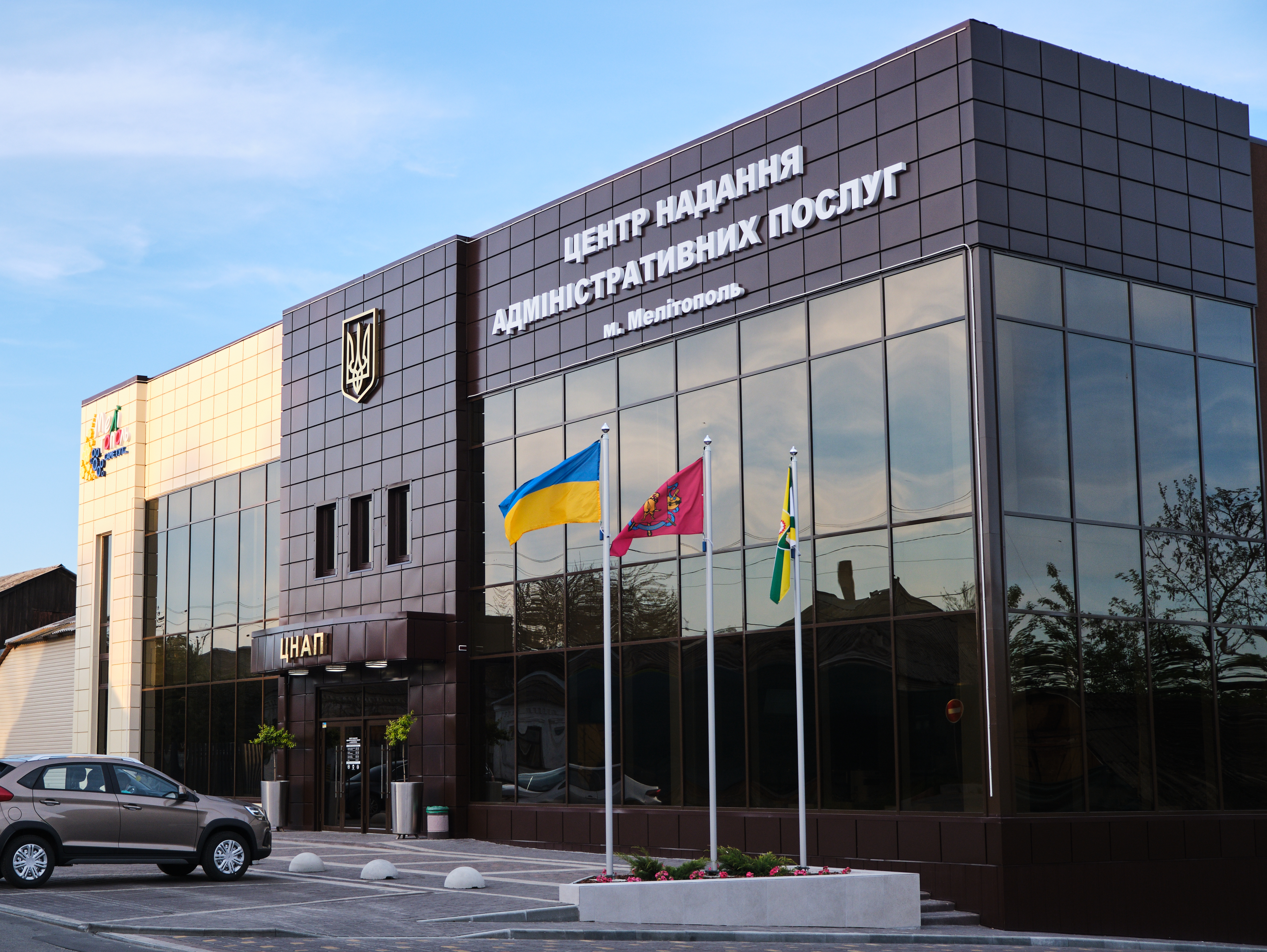
Центр муниципальных админуслуг

Первые послевоенные годы были посвящены восстановлению разрушенного войной города. Предприятия и учреждения вернулись из эвакуации. Промышленные предприятия восстанавливались и реконструировались, и уже к концу 1940-х годов ведущие предприятия Мелитополя превысили довоенный уровень производства. Дальнейшее развитие промышленности города было преимущественно связано с машиностроением. В конце 1950-х годов на предприятиях города был налажен выпуск промышленных холодильных установок, силовых агрегатов для автомобиля «Запорожец» и другой техники. Второй важной отраслью промышленности города оставалась пищевая промышленность, перерабатывающая сельскохозяйственную продукцию, поставляемую аграрными предприятиями региона. Если до войны центр Мелитополя был под горой, в районе площади Революции, то теперь жилищное строительство стало вестись преимущественно в верхней, нагорной части города. В 1950—1980 годах новые районы с многоэтажной застройкой возникли на Новом Мелитополе, Микрорайоне, на проспекте Богдана Хмельницкого и улице Кирова.

### В составе независимой Украины
В первое десятилетие украинской независимости экономика Мелитополя пережила глубокий кризис. Предприятия города значительно снизили объёмы производства, а некоторые вовсе остановились. Остро встала проблема безработицы. Положительные тенденции в экономике наметились только к началу 2000-х годов.
В 2004—2005 годах значимыми событиями для Мелитополя стали взрывы артиллерийских складов в Новобогдановке.

#### Российская оккупация и аннексия
Мелитополь стал одним из первых городов, атакованных российскими войсками в ходе вторжения России на Украину 2022 года. 24 февраля, в первые часы войны, Мелитопольская авиабаза подверглась ракетному удару, 25 февраля в Мелитополе велись бои, окончившиеся оккупацией города.
В первые недели оккупации в Мелитополе проходили массовые антироссийские протесты. 11 марта мэр города Иван Фёдоров был похищен российскими военными, и позже украинские власти обменяли его на российских военнопленных. 12 марта оккупационные власти назначили «исполняющей обязанности мэра» депутата городского совета Галину Данильченко.
После оккупации города предприятия Мелитополя остановились, многие магазины закрылись, сильно увеличилась безработица, многократно выросли цены. Оккупационные власти массово похищали проукраинских активистов и участников антироссийских митингов и регулярно заявляли о подготовке референдума, целью которого была аннексия Запорожской области Россией. В городе были установлены агитационные плакаты с цитатами Путина и памятник уроженцу Мелитополя, генералу НКВД Павлу Судоплатову. Значительная часть населения смогла через блок-посты покинуть город и выехать в неоккупированную часть Украины. Украинские партизаны развернули в Мелитополе активную диверсионную и агитационную деятельность.
15 ноября 2022 года Владимир Путин по предложению президента Российской академии наук Геннадия Красникова присвоил Мариуполю и Мелитополю звание «Город воинской славы».
По сообщению «Радио Свобода», в середине апреля 2023 года оккупационная администрация Мелитополя переименовала около двух десятков улиц, образовав, в том числе, улицы Росгвардии, Дарьи Дугиной и Александра Захарченко.
После оккупации Мелитополя в апреле 2022 года российские силы похитили пятерых украинцев и обвинили в создании антироссийского подполья. Местных жителей держали в подвалах и пытали. В апреле 2023 года дело о «мелитопольской пятерке» начал рассматривать суд в Ростове-на-Дону.

## Население

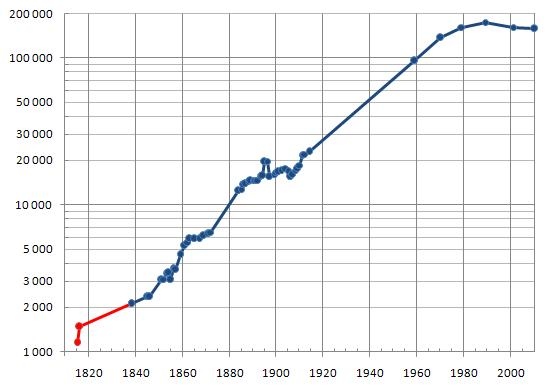
Динамика численности населения Мелитополя (в логарифмическом масштабе)

По состоянию на начало 2021 года население Мелитополя — 150,0 тысяч человек. В городе Мелитополь по данным переписи 2001 года проживало около 115—120 национальностей, при этом большинство населения составляли украинцы (55,1 %), а на втором месте — русские (38,9 %).
Мелитополь является самым большим городом на полуострове Северная Таврия, вторым по величине городом Запорожской области и 30-м городом Украины.

### Языковой состав
Родной язык населения по данным переписи 2001 года:
| Язык       | Численность, чел. | Доля     |
| ---------- | ----------------- | -------- |
| Украинский | 32 737            | 20,42 %  |
| Русский    | 125 296           | 78,14 %  |
| Другое     | 2 319             | 1,44 %   |
| Итого      | 160 352           | 100,00 % |

После оккупации Мелитополя Россия предпринимает меры для русификации мелитопольцев, искоренения украинского языка и изменения этнического состава населения города: в школах преподают только на русском языке, в город массово завозят россиян.

## Символика

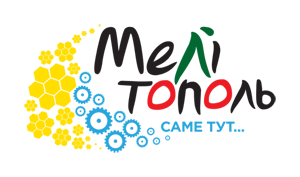
Символика города

Герб Мелитопольского уезда был утверждён 17 ноября 1844 года вместе с другими гербами Таврической губернии. Он представлял собой щит, в верхней половине которого, в золотом поле, находился чёрный двуглавый орёл, «в воспоминание покорения Тавриды победоносным оружием России», а в нижней половине, в зелёном поле, была размещена золотая книга с крестом, «в знак поселения в этом уезде христиан».
В 1868 году был подготовлен проект нового герба Мелитополя: «В зелёном щите золотая открытая книга, сопровождаемая в голове щита золотым крестом с лучами». Щит должен был быть обрамлён колосьями, перевязанными Александровской лентой. Проект, однако, утверждён не был.
В Советском Союзе неофициальные гербы Мелитополя стали появляться с 1967 года. В частности, на одном из них были изображены зубчатое колесо и черешни (город называют иногда «Черешневый рай»). В 1978 году горисполком утвердил герб Мелитополя официально: «В рассечённом красным и лазурным щите — золотой колос с половиной шестерни и лазурный треугольник как символ завода двигателей. Золотая глава обременена чёрным названием города на украинском языке».
В 1984 году к 200-летию Мелитополя был разработан проект нового герба: на щите, окрашенном в красный и синий цвета (как флаг УССР), изображены половина шестерни и зелёное дерево (черешня). Проект так и не был утверждён.
Современный «малый» герб Мелитополя утверждён 29 августа 2003 года. Он представляет собой двухцветный жёлто-зелёный щит, в верхней части которого изображён цветок черешни, а в нижней — открытая книга и крест. «Большой» герб включает в себя также два молота и жёлто-синюю ленту с надписью «Мелітополь». Флаг города представляет собой двухцветное полотнище (жёлтая и зелёная полосы) с двухсторонним изображением герба.
В 2017 году впервые был разработан и принят бренд города, а также его изображение (решение 33 сессии Мелитопольского городского совета от 21.08.2017 № 10). Изображение бренда представляет собой сочетание графической композиции с медовых сот и машинных шестерен, напоминает бурный поток в цветах национального флага Украины, также содержит название города, в котором из букв выстраивается изображение черешен. Слоган «Саме тут…» (с укр. — «Именно здесь…») является частью изображения бренда.

## Районы Мелитополя
Хотя административно Мелитополь на районы не разделён, многие части города имеют свои исторические названия:

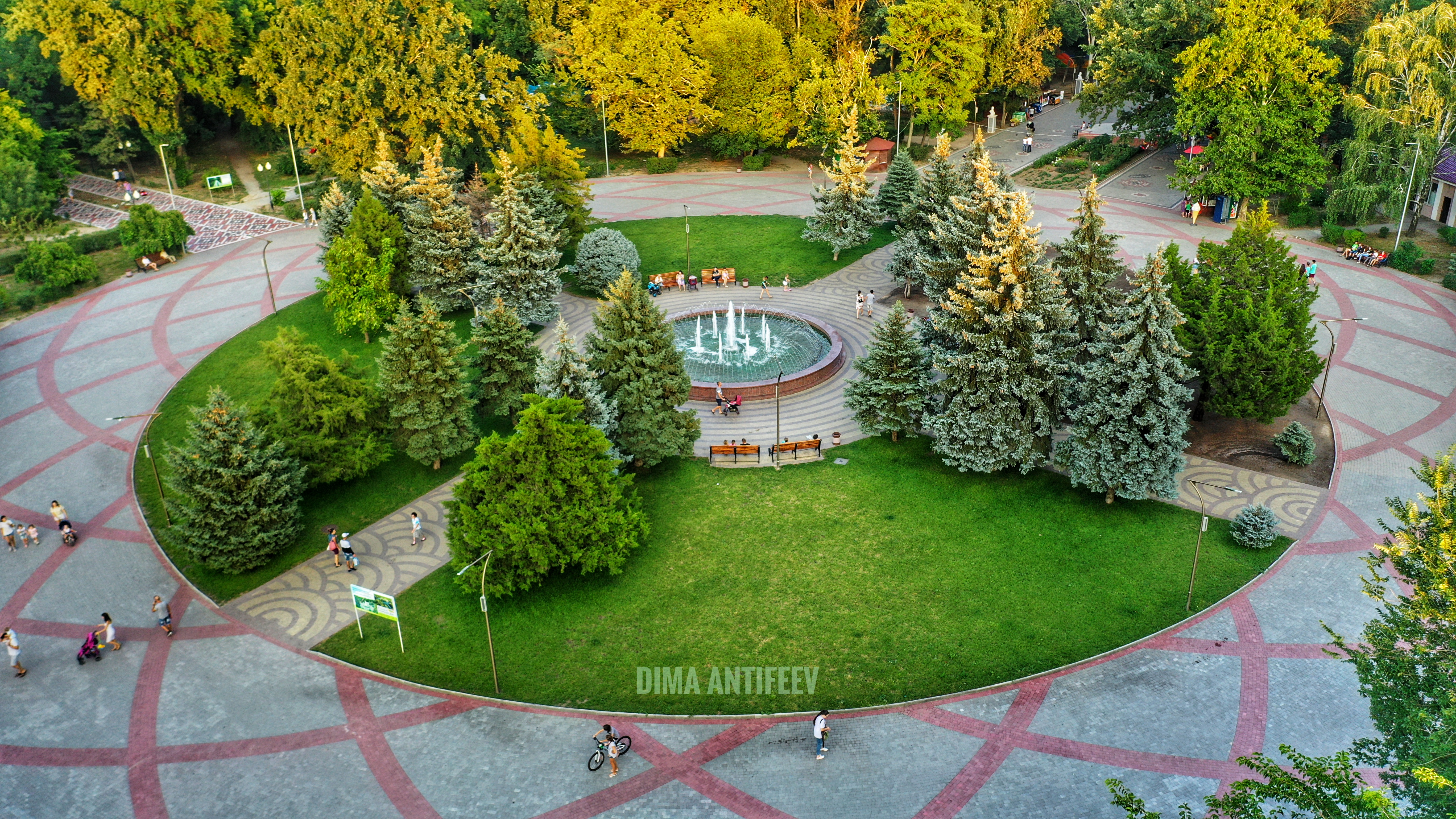
Муниципальный парк культуры и отдыха

- Центр можно условно ограничить улицами Гетмана Сагайдачного, Петра Дорошенко, Шмидта, Греческой и Александра Невского. Он включает в себя как исторический центр дореволюционного Мелитополя (район улицы Михаила Грушевского), так и районы на горе (проспект Богдана Хмельницкого), куда центр сместился в послевоенное время. Соборная площадь и площадь Победы являются главными площадями старого и нового центров.
- Микрорайон — многоэтажный жилмассив в районе проспекта 50-летия Победы и улицы Ломоносова.
- Новый Мелитополь — многоэтажный жилмассив в районе западной части Интеркультурной улицы и частный сектор к югу от него. С юго-востока отделён от города железной дорогой и путепроводом.
- Кирова — многоэтажный жилмассив на улице Героев Украины, между площадью Героев Украины и улицей Воинов-Интернационалистов.
- Юровка — частный сектор к северу от Нового Мелитополя, между Интеркультурной улицей и железной дорогой. Самый криминальный район города (половина вызовов милиции)[34].
- Песчаное — район на юге Мелитополя, за Песчанским ручьём. Преимущественно частный сектор.
- Кизияр — частный сектор к западу от улицы Ломоносова до железной дороги, а также севернее Микрорайона — частный сектор. Включает в себя балку Кизиярского ручья и смежные территории с одноэтажной застройкой. Однозначных границ (особенно с районом Северного переезда) не имеет. Главная автомагистраль — улица Ломоносова.
- Красная Горка — частный сектор к востоку от проспекта 50-летия Победы.
- Круча — район улицы Пушкина, тянущийся по склону между Лесопарком и долиной Молочной реки.
- Лесопарк расположен на северо-восточной окраине города и является крупнейшим зелёным массивом города. На западном краю Лесопарка находится районная больница.
- Северный переезд — район переезда через железную дорогу в северной части города, западная часть улицы Чкалова. Состоит из частного сектора.
- Авиагородок военного аэродрома — многоэтажный массив за Северным переездом, на противоположной стороне железной дороги. Соединяется пешеходным мостом через железную дорогу с конечной автобусной остановкой Северного переезда.
- Каховское шоссе и район завода «Автоцветлит» — индустриальный район на юго-западной окраине. Каховское шоссе заканчивается пересечением с железной дорогой и выездом в сторону Каховки (автодорога М-14).

## Экономика

### Промышленность
Мелитополь — один из промышленных центров региона. Благодаря историческому наследию, экономико-географическому положению и предприимчивости жителей в городе развиты отрасли машиностроения, легкой и пищевой промышленности. Основные направления машиностроения:
- агрегаты, узлы и детали для сельскохозяйственной и авто техники (двигатели, гидравлика, турбокомпрессоры, насосы, комплекты РТИ);
- оборудование специального промышленного назначения (компрессоры, холодильные установки, тепловые насосы, индукционные печи);
- оборудование для агропромышленного комплекса и пищевой промышленности;

На территории Мелитополя работают несколько крупных и около 100 средних и малых предприятий машиностроения, основой производства которых элементная база для авто-, дорожно-строительного и сельхозмашиностроения, а это около 20 000 наименований продукции.
Основные направления пищевой промышленности:
- мясопереработка (производство колбас и мясных консервов);
- масло-жировая продукция (подсолнечное масло, майонез);
- хлебобулочная продукция;
- выращивание и переработка плодов и ягод.

Пищевая промышленность начала развиваться благодаря расположению рядом развитых сельскохозяйственных районов Запорожской и Херсонской областей.
Лёгкая промышленность представлена двумя крупными предприятиями: швейная и трикотажная фабрики. Продукция: мужские костюмы, униформа, трикотажные изделия и прочее.
Машиностроение и металлообработка
Список основных предприятий:
- Локомотивное депо — является основной ремонтной базой для локомотивного парка «Укрзализныци» (имеет высокотехнологичную заводскую оснастку, где выполняются все виды ТО, все виды деповских (ТР-1, ТР-2, ТР-3) и заводских ремонтов (КР-1) тепловозов (2ТЭ-116, ТЭП-70, а также тепловозов «Дженерал Электрик (США) — Локомотив құрастыру зауыты» производства Республики Казахстан по лицензии) и грузовых электровозов постоянного тока (ВЛ-10, ВЛ-11), а также все виды деповских ремонтов для пассажирских электровозов (ЧС-2, ЧС-7) и маневровых тепловозов (ЧМЭ-3 и ТЭМ))
- Моторный завод — производитель двигателей, сцеплений и коробок передач, а также мостов для легковых автомобилей и автобусов
- «Мелком» — производитель компрессоров и насосов
- «Турбоком» — завод турбокомпрессоров, газотурбин и турбин
- «Гидросила МЗТГ» — завод тракторных гидроагрегатов
- «БИОЛ» — производитель чугунной и алюминиевой посуды
- «Гидросила-Тетис» — производитель силовых гидроцилиндров
- «Завод инновационных технологий» — производитель высокотехнологичного электронного оборудования, программного обеспечения, искусственный интеллект, высокочастотных генераторов, оборудования для наземного обслуживания авиалайнеров (Airbus, Bombardier, Boeng, АН, Ил, Ту), преобразователи частоты и дистанционные опредетели нагрева буксовых узлов системы «ДИСК» для ж/д, городского транспорта, метрополитена
- «Термолит-плюс» — производитель огнеупорных материалов и печей
- «Завод Термолитмаш» — производитель оборудования для металлургии, дуговых печей
- «Термолит» — производитель оборудования для плавки металла, индукционных печей
- "Автоцветлит (закрыт) — предприятие по производству литья из алюминия, магния, стали и чугуна
- «РЕФМА» — завод холодильного машиностроения
- Автогидроагрегат — производитель гидроагрегатов
- ТД «Витязь» — производство резинотехнических изделий, ремонтных комплектов и комплектующих для сельскохозяйственной техники
- «ТАРА» — производитель запчастей к сельхозтехнике и грузовым автомобилям, прежде всего дисков сцепления
- «УСПЕХ-ПЛЮС 2012» — производство шнековых транспортёров, шлюзовых питателей и прочего транспортирующего оборудования, ремонт деталей сельскохозяйственной техники
- Машиностроительный завод «Имени Воровского» (закрыт) (Машиностроительный завод братьев Классен, основан в 1878 году)
- Машиностроительный завод «АГАТ» — производство автоматизированных гидроагрегатов
- Машиностроительный завод «Бытмаш» — ликвидирован в 90-х годах
- Станкостроительный завод имени «23 Октября» — ликвидирован в 90-тые годы
- Машиностроительный завод «Старт» — ликвидирован в 90-х годах.

Пищевая промышленность:
- Маслоэкстракционный завод
- Молокозавод «Олком»
- Мелитопольский мясокомбинат
- Кондитерская фабрика «Фантазия»
- Пивоварня «Димиорс»
- Группа компаний «Мелитопольская черешня»
- Мелитопольский ликёро-водочный завод — ликвидирован в 00-х годах
- Мелитопольский консервный завод — ликвидирован в 90-х годах

Кроме того, в Мелитополе зарегистрировано более 2000 средних и малых фирм.

### Транспорт

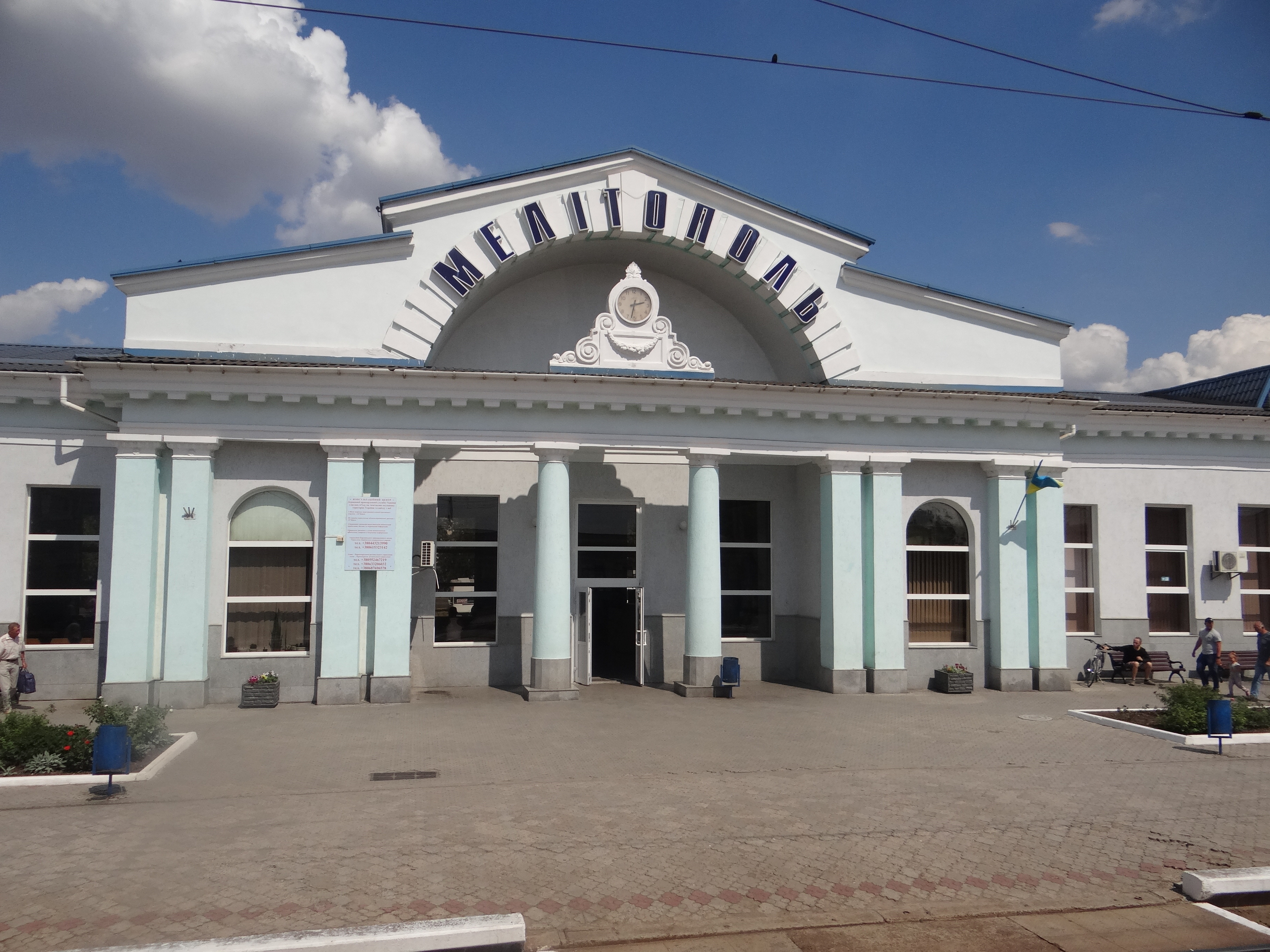
Мелитопольский железнодорожный вокзал

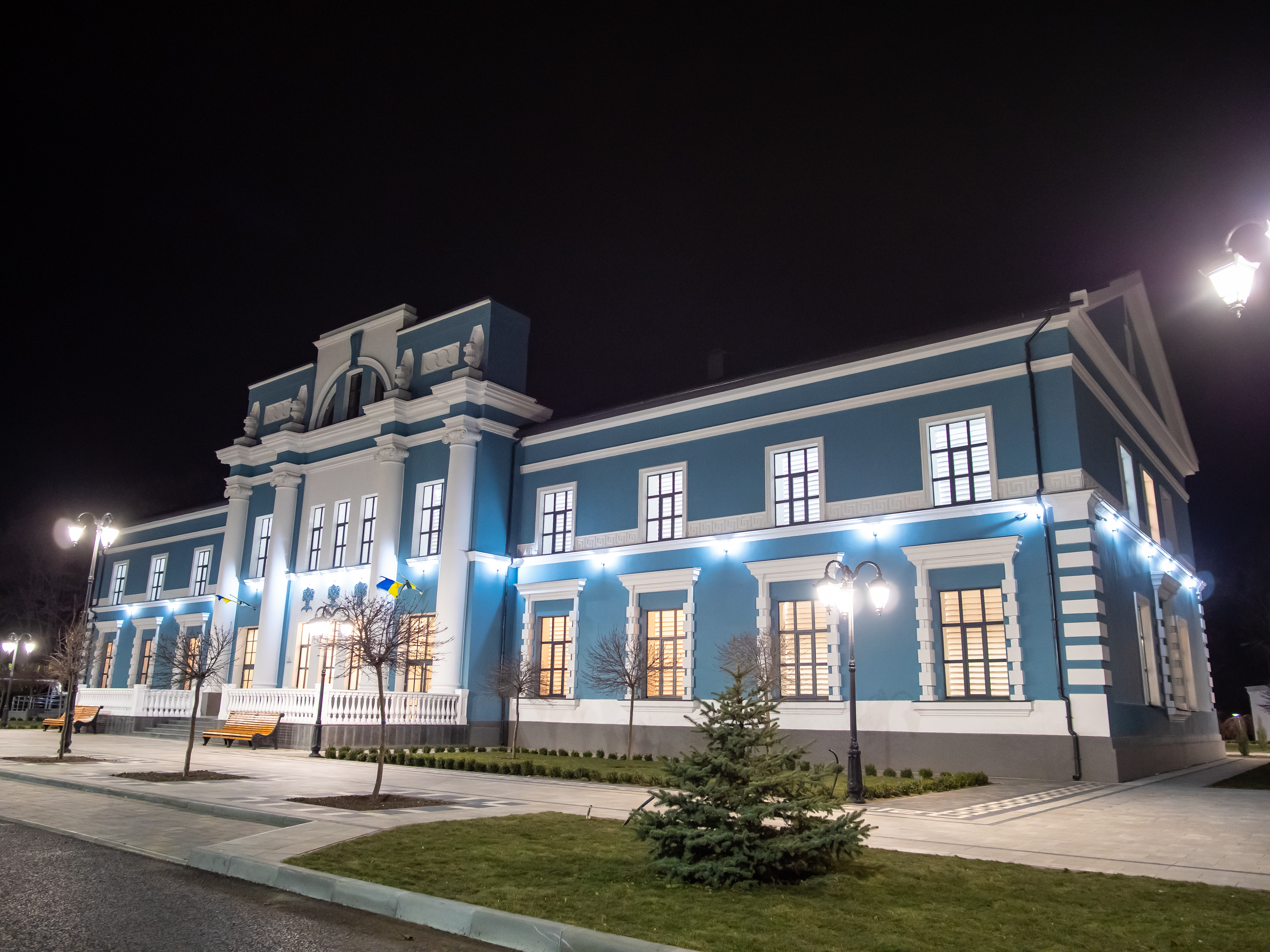
Дворец железнодорожников

Мелитополь является одним из важнейших транспортных узлов юга Украины. Город находится на пересечении автомобильных дорог международного значения М-18 «Харьков — Симферополь — Алушта — Ялта» и М-14 «Одесса — Мелитополь — Мариуполь — Новоазовск» (далее в РФ, в Таганрог (300 км от города), Ростов-на-Дону (390 км от Мелитополя)). В городе также оканчивается дорога территориального значения Т-0401 «Днепр — Гуляйполе — Токмак — Мелитополь».
Мелитополь неофициально называют «Воротами (парадным входом) Крыма» и «Северным порталом Крыма».
Мелитополь является ближайшим городом (из относительно крупных городов, не считая городка Геническ) к полуострову Крым, так как расстояние от Мелитополя до Арабатской стрелки полуострова Крым, через село Новогригорьевку, Фрунзе, составляет 75 км на юго-запад и юг, а до села Чонгар 100 км на юго-запад по трассе Е-105 (М-18 (основной въезд в Крым: 2/3 из всех въезжающих)).
Железнодорожная станция Мелитополь имела до 29 декабря 2014 года большое значение на пути из Москвы и Харькова в Крым, в особенности благодаря расположенному в Мелитополе локомотивному депо. До 2014 года по станции Мелитополь стыковались две дирекции Приднепровской железной дороги: Крымская дирекция и Запорожская. В 2014 году по станции Мелитополь осуществлялся погранконтроль Украины на пассажирских поездах, идущих в Крым и прибывающих из Крыма.
Через мелитопольский автовокзал № 1 проходят междугородные автобусные маршруты, соединяющие Мелитополь с большинством регионов Украины (Харьков — 420 км строго на север, Одесса — 435 км на запад, Николаев — 305 км на запад и северо-запад, Херсон — 240 км на запад, Каховка — 160 км на запад, Бердянск — 110 км на восток, Мариуполь — 200 км на восток и северо-восток), Молдовой, Ростовом-на-Дону (от города по трассе М-14 — 390 км на восток и северо-восток, через Таганрог — 300 км на восток и северо-восток от Мелитополя) и Крымом (Джанкой — 140 км на юго-запад по М-18, Феодосия — 200 км частично по полуокружности на юг, через косу Арабатская стрелка, Симферополь — 230 км на юго-запад и юг по М-18, Севастополь — 300 км по М-18). От автостанции № 2 отходят пригородные автобусы в окрестные сёла и посёлки, в частности, в курортные посёлки азовского побережья.
Городской транспорт представлен 35 автобусными маршрутами.
В 1945 году исполком горсовета принял постановление о проведении трамвайной трассы в Мелитополе. Ввиду того, что центральная улица Воровского (в настоящее время отрезок проспекта Богдана Хмельницкого) была слишком узкой для этого, заводу им. Микояна было предложено провести трассу по проекту Горкоммунхоза, составив проект её проведения.
Прокладка троллейбуса началась в начале 1980-х годов, но была заморожена в 1990-е (город имеет троллейбусное депо, сейчас там склад, на основных маршрутах стоят троллейбусные столбы, но на них нет троллея). В планах была прокладка троллейбусных маршрутов не только по городу, но и в курортные посёлки (Кирилловка, Приморский посад). Проект этого городского транспорта планировалось реанимировать в 2022 году, путём приобретения электробусов из Германии.
С 1937 по 1941 годы в Мелитополе действовала детская железная дорога.

## Социальная сфера

### Образование

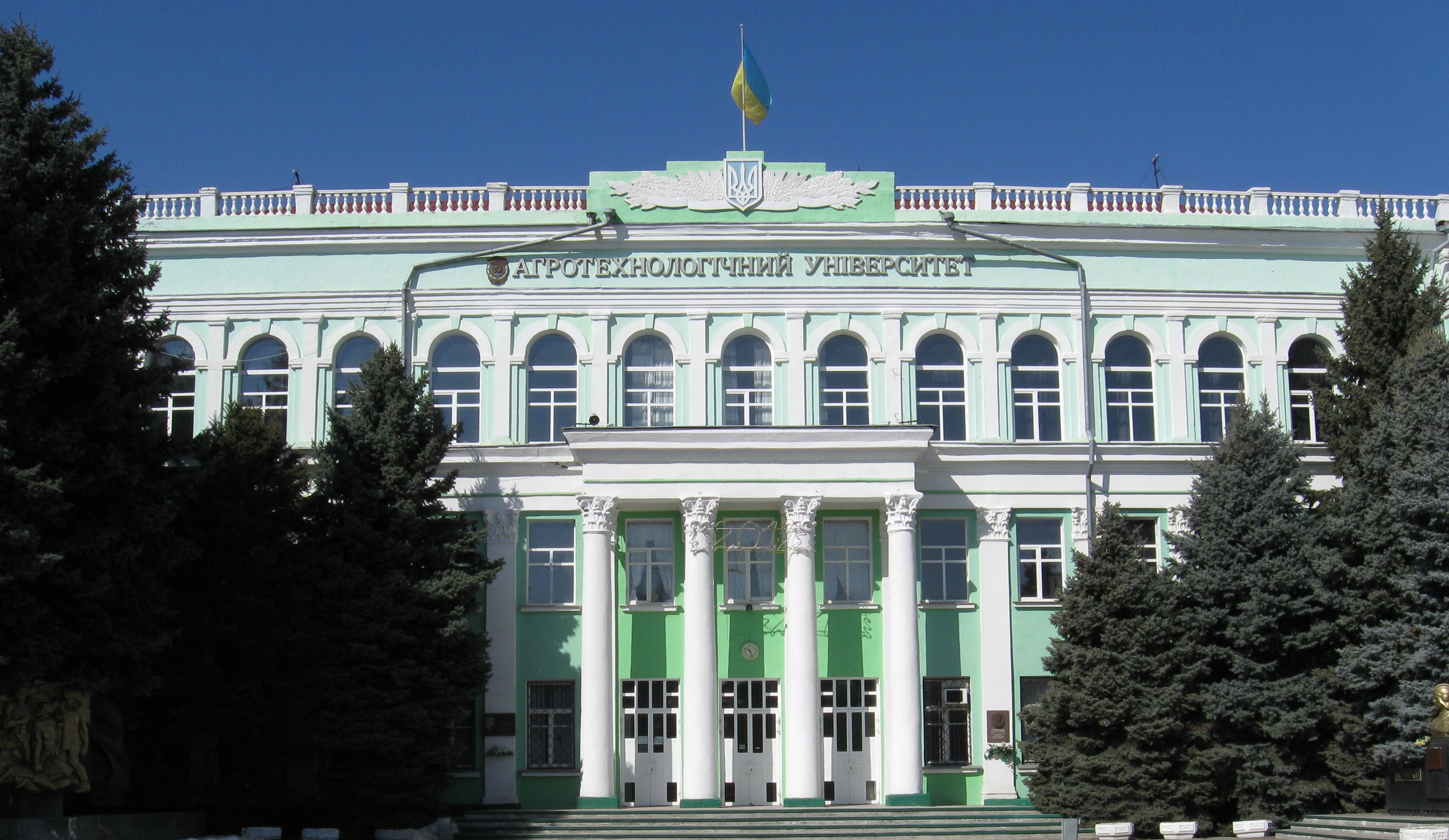
Таврический государственный агротехнологический университет

В Мелитополе работают 3 высших учебных заведения:
- Мелитопольский государственный педагогический университет имени Богдана Хмельницкого
- Таврический государственный агротехнологический университет
- Мелитопольский институт экологии и социальных технологий «Украина»[38]

Свои филиалы в городе имеют Харьковский национальный университет внутренних дел, Запорожский институт экономики и информационных технологий, Запорожский национальный университет.
Среднее специальное образование в Мелитополе дают техникум гидромелиорации и механизации сельского хозяйства, промышленно-экономический колледж, училище культуры, медицинский колледж, 2 ПТУ и 4 профессиональных лицея.
В городе работают 25 общеобразовательных учебных заведения, в том числе 5 гимназий и педагогический лицей. Общее число учеников составляет 15 000.

### Наука
Научные учреждения Мелитополя:
- Мелитопольская опытная станция садоводства имени М. Ф. Сидоренко (бывший Мелитопольский НИИ орошаемого садоводства и виноградарства),
- НИИ Биоразнообразия наземных и водных экосистем МГПУ.

В городе выходит научно-популярный «Мелитопольский краеведческий журнал» (издатель — «Союз краеведов Мелитополя»).

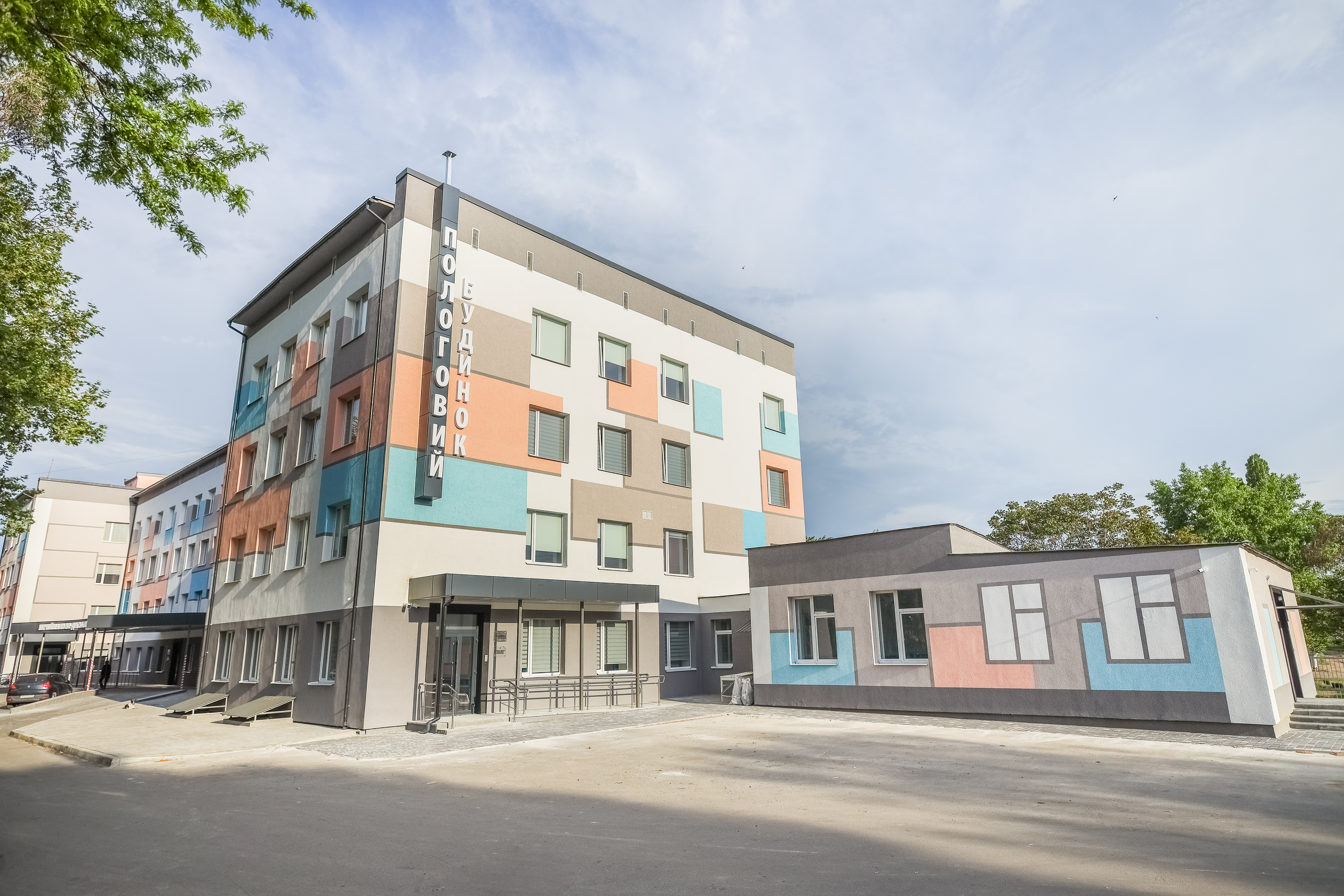
Мелитопольский родильный дом

### Здравоохранение
В Мелитополе работают 2 городских и районная больницы, инфекционная больница, городская детская больница, детская поликлиника, родильный дом, больница сердечно-сосудистых заболеваний «Кардиоцентр», больница «Интенсивных методов лечения», 7 поликлиник, детский санаторий, станция скорой медицинской помощи, наркологический, онкологический, психиатрический, туберкулёзный диспансеры, центр профилактики и борьбы со СПИДом, станция переливания крови, а также множество частных медицинских центров.

## Достопримечательности

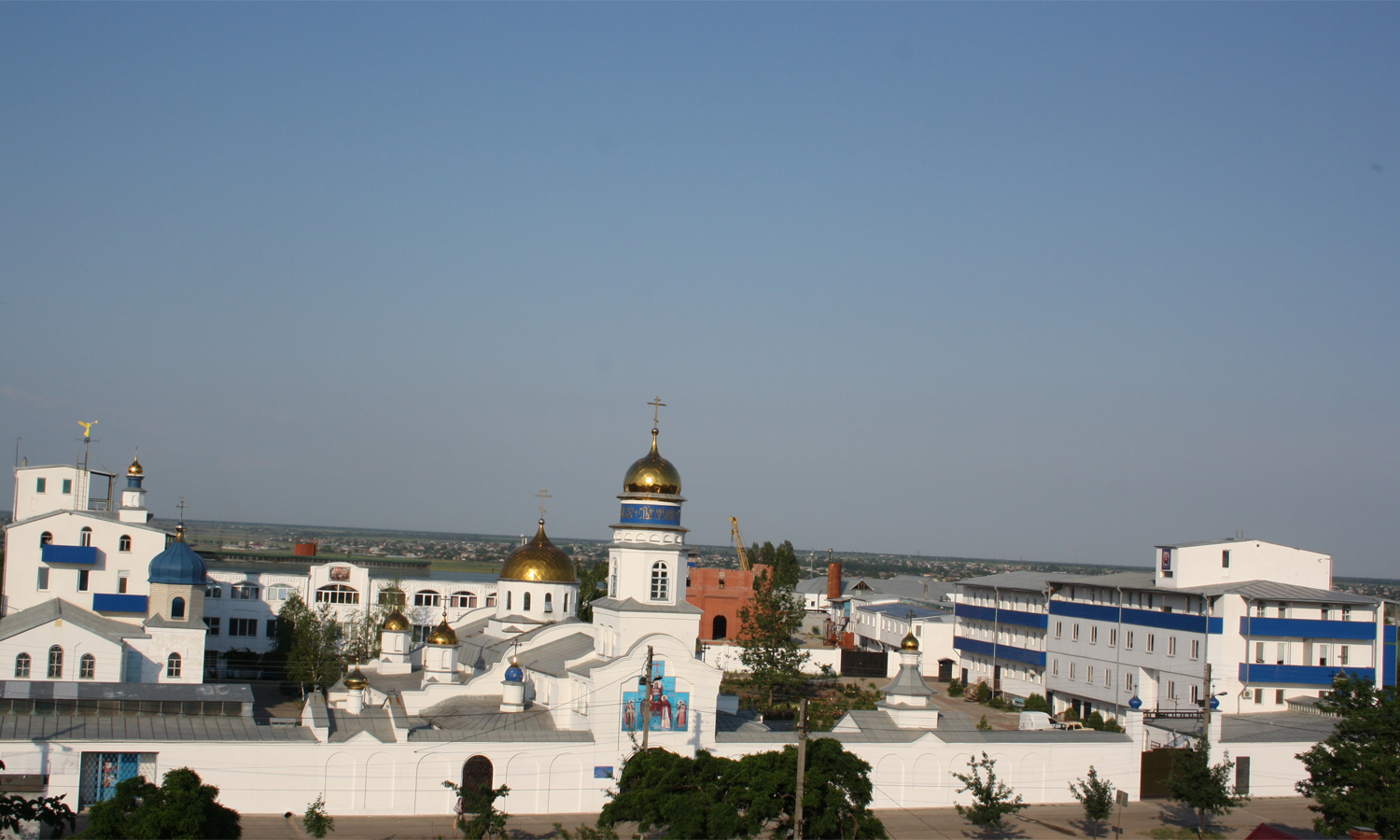
Монастырь Саввы Освященного

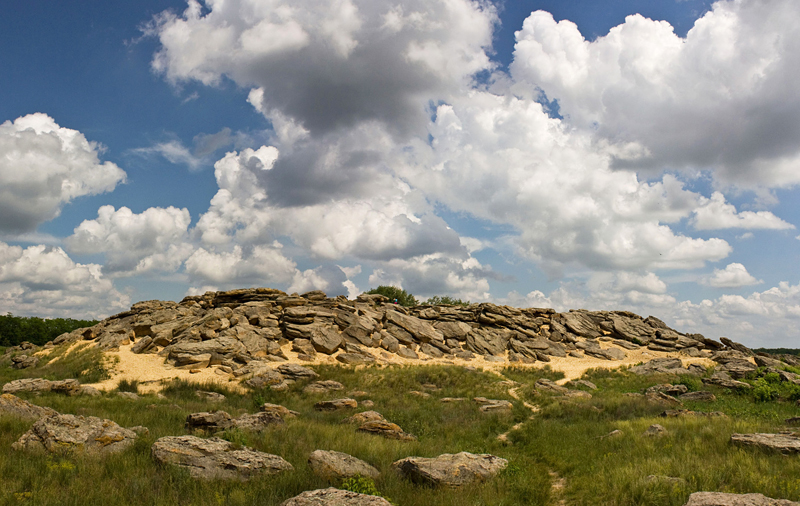
Каменная могила

Мелитопольский парк Горького интересен разнообразием произрастающих в нём деревьев, аттракционами и «Поляной Сказок», на которой собраны деревянные скульптуры на сказочные сюжеты. А также фонтанами, необычными скульптурами, скверами разных стран, фотозонами и городским прудом с каскадом искусственного водопада, живущими в нём лебедями, гусями, утками, черепахами, экзотическими видами рыб.
Интересна экспозиция Мелитопольского краеведческого музея, расположенного в трёхэтажном особняке 1911 года (особняк купца Петра Егоровича Черникова). Много интересных зданий начала XIX — начала XX века находится в районе улиц Михаила Грушевского и Университетской.
При страусиной ферме Страус — ЮГ работает большой зоопарк (в зоопарке львы, тигры, леопарды, рыси, обезьяны, еноты, медведи, волки, лисы, антилопы, дикие кони, олени, косули, овцебыки, верблюды, ламы, ослики, козы, грифы, орлы, соколы, совы, фазаны, павлины, дрофы, пеликаны, лебеди и многие прочие животные).
Из памятников Мелитополя наиболее известны памятники Богдану Хмельницкому, Владимиру Высоцкому, Остапу Бендеру, героям-подпольщикам.
Среди культовых сооружений города следует выделить Александро-Невский собор и мужской монастырь Саввы Освященного, а также мечеть и медресе по улице Интеркультурная 2 (Северная мечеть мусульман Крыма).
Самым знаменитым памятником природы в окрестностях Мелитополя является Каменная могила — груда песчаника на берегу реки Молочной, которая использовалась древними людьми как святилище и сохранила уникальные петроглифы. На противоположном берегу Молочной находится Старобердянское лесничество — один из крупнейших лесных массивов в степной зоне Украины. Село Терпенье знаменито своими целебными источниками и дубом-великаном, село Заречное — парком «Элита» с развалинами усадьбы барона фон Классена, Тихоновка — храмом архангела Михаила.
В 15-20 минутах езды от Мелитополя расположено Азовское море, на побережье которого находится множество пляжей, санаториев и домов отдыха (Примпосад — 30 км от города), а также Бирючий остров (самый большой остров в Азовском море с нетронутой природой редкой флоры и фауны, от посёлка Кирилловка имеется дорога на остров, через Федотову косу) и гидрологический заказник Молочный лиман (в 5 км от города) Азовского моря, на побережье которого расположены детские лагеря и грязелечебница (детский курорт Алтагирь (12 км на юг, от (окончание улицы Садовая) объездной города), где сочетаются хвойные леса (сосновые и еловые боры) с морским побережьем Молочного лимана), а также Утлюгский лиман, которые входят в заповедник «Азово-Сивашский национальный парк». Крупнейшим курортным посёлком в окрестностях Мелитополя является Кирилловка.

## Спорт

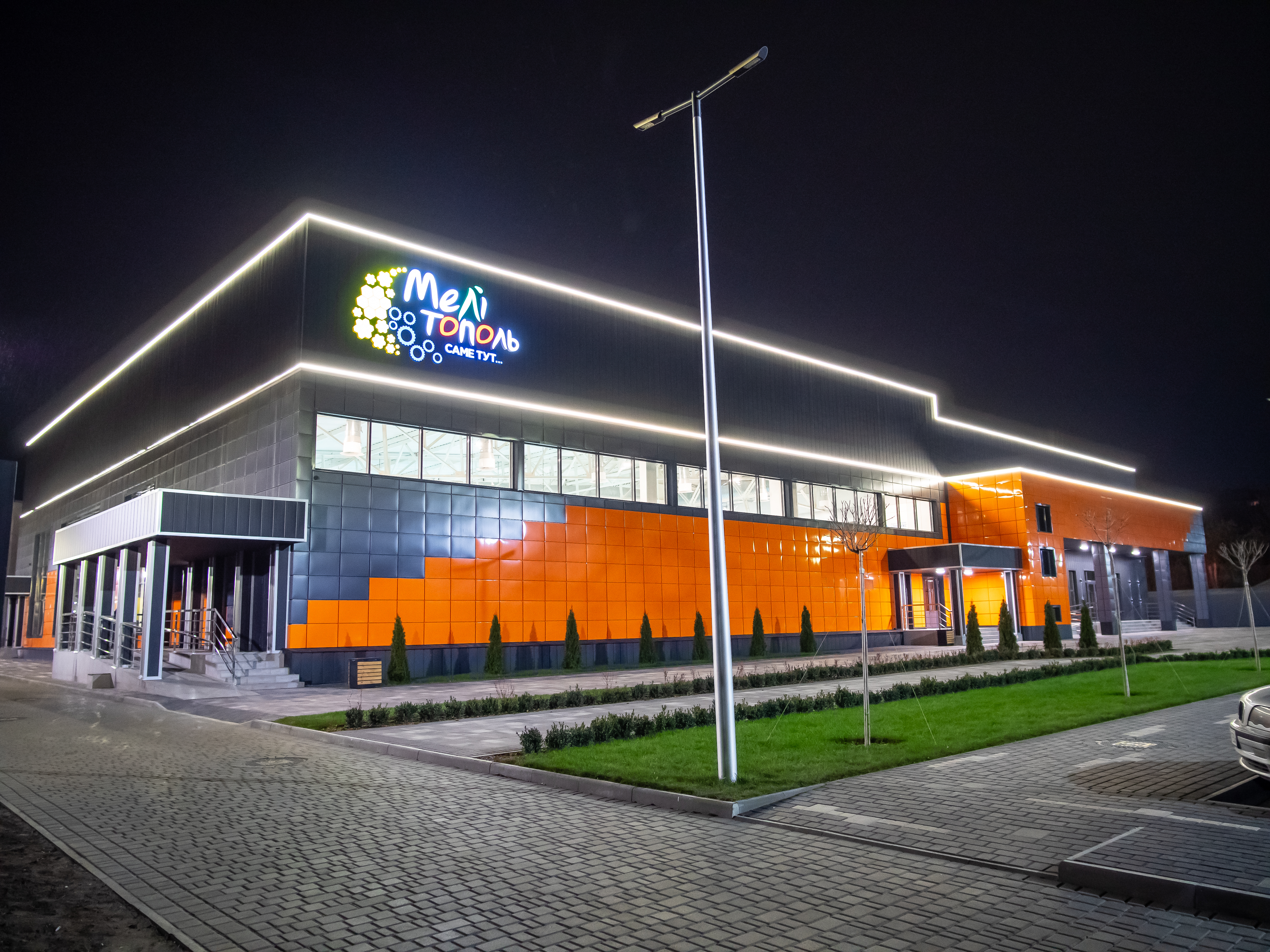
Муниципальный бассейн

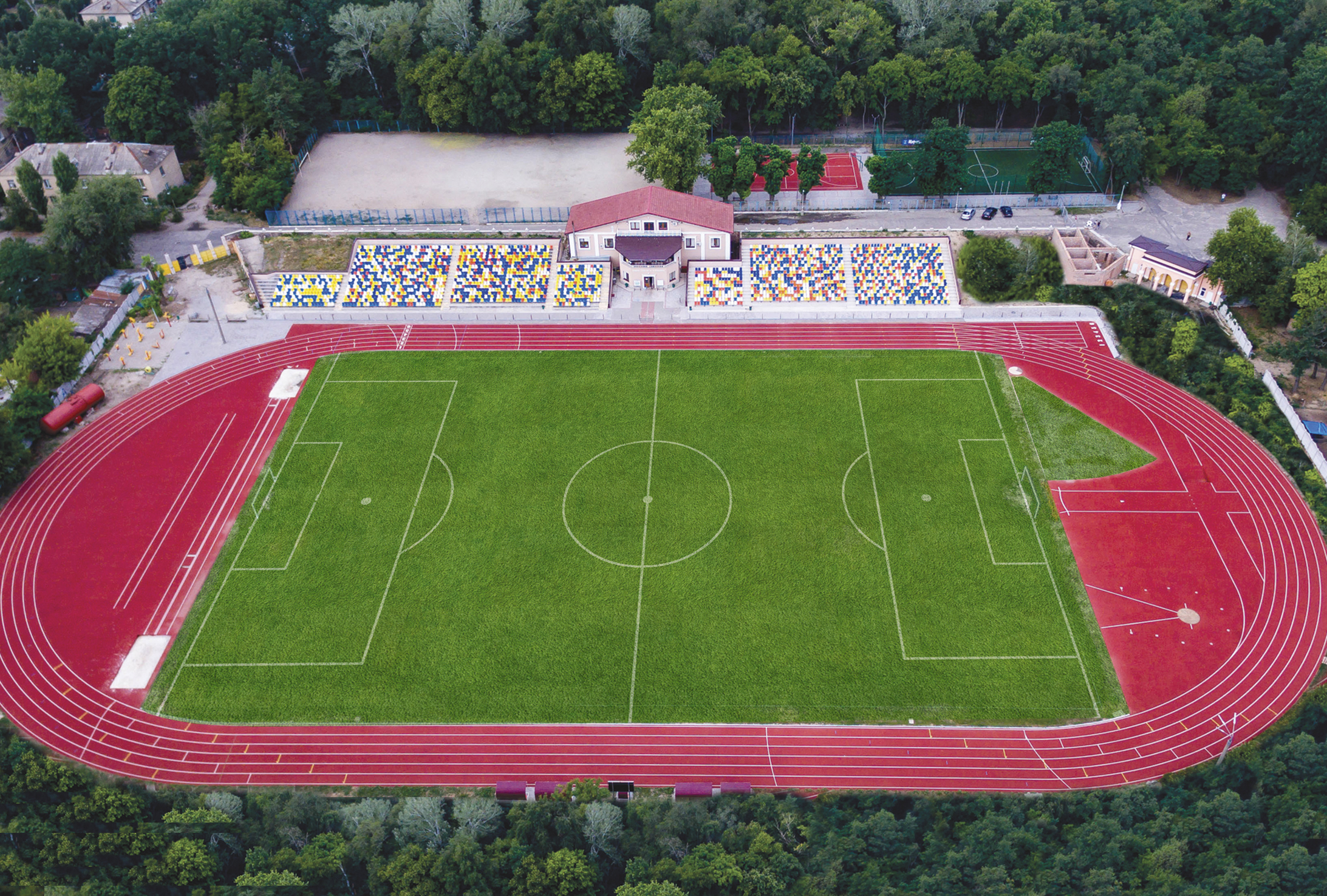
Стадион Спартак им. О.Олексенка

В Мелитополе функционирует две спортивных школы: ДЮСШ −1 (включает также Шахматную школу) и ДЮСШ-3, муниципальный водно-спортивный комплекс (два бассейна с зрительскими трибунами + тренажёрные залы и два кафе), также в городе много частных бассейнов, спорткомплексов, стадионов (самый большой стадион города «Машиностроитель»), фитнес-центров (в том числе и на территории некоторых заводов города). В городе имеется хороший гоночный полигон — автомотодром, где проходят чемпионаты по автомотокроссам. Также в городе открылся ледовый дворец (арена) (открытие состоялось 28 декабря 2021 года).
Весомый вклад в развитие спортивной гимнастики города внёс преподаватель ДЮСШ-1, мастер спорта СССР, Олег Михайлович Скрипка.
Футбол
В конце 1950-х — начале 1960-х годов больших успехов добилась команда «Буревестник» Мелитопольского института механизации сельского хозяйства. Она была 4-кратным чемпионом Запорожской области, в 1962 году заняла 5-е (из 6) место на Европейских соревнованиях институтских футбольных сборных команд, а в 1963—1966 годах выступала в зоне УССР класса «Б» чемпионата СССР, поднявшись в 1963 году до 4-го места. Знаменита также команда «Прометей».
В 1990-е годы главным футбольным клубом города был «Торпедо» Мелитопольского моторного завода, выступавший во второй лиге чемпионата Украины по футболу. В 2000 году оставшийся без финансирования «Торпедо» был взят под опеку торговой маркой «Олком» и продолжил выступать во второй лиге под названием «Олком».
В феврале 2011 года из-за проблем с финансированием «Олком» был ликвидирован, а часть его игроков вошла в состав команды «Мелитопольская черешня», которая теперь успешно играет на первенство области.

## Города-побратимы
- Франция, Брив-ла-Гайард[49]
- Россия, Москва, Академический район
- Беларусь, Пуховичский район
- Литва, Кедайнский район
- Беларусь, Борисовский район
- Болгария, Сливен[50]
- Грузия, Гори[51]
- США, Хобокен[52]

## Город в кинематографе
В Мелитополе проходили съёмки кинофильмов:
- 2015 — Зона (киноальманах Сталкеры)
- 2016 — Во мраке (киноальманах Тьма)
- 2017 — Новенький (короткометражка)

## В филателии

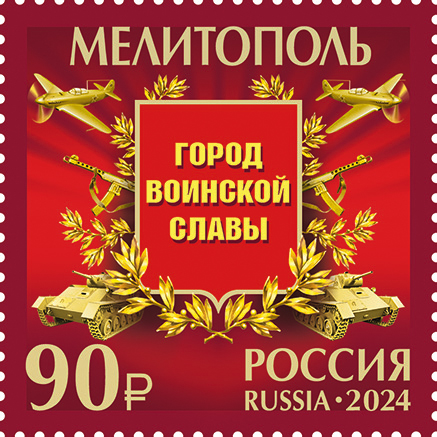
Почтовая марка России, 2024 год

## Карты
- Немецкие военные карты 1943 года: север и юг города (нем.).
- Карта генштаба 1991 года.
- Мелітополь. План міста. Масштаб 1:17000. — Київ: Картографія, 2005, 2008 (укр.).